# Matilde Festa
Matilde Festa (Roma, 14 marzo 1890 – Roma, 17 marzo 1957) è stata una pittrice e mosaicista italiana.

## Biografia
Matilde Festa, nata a Roma, trascorse il primo periodo della sua vita in Egitto, al Cairo, dove si trasferì insieme ai genitori, Pietro Festa e Cristina Forcella. Qui si dedicò allo studio della pittura, risentendo l'influsso della pittura orientale cara al suo maestro, lo zio Paolo Forcella, direttore della scuola di Belle Arti del Cairo.
Il suo esordio artistico avvenne a Roma nel 1913, dopo il ritorno in Italia, con la partecipazione a delle esposizioni femminili. Giunse seconda, dietro Ferruccio Ferrazzi, al concorso per il Pensionato artistico nazionale. Iniziò anche a frequentare l'ambiente della Secessione Romana, dove strinse amicizia, tra gli altri, con lo stesso Ferrazzi, autore di un suo ritratto, e dove incontrò l'architetto Marcello Piacentini, a cui si unì in matrimonio nel 1914.
Partecipò alla seconda e alla terza mostra della Secessione Romana, nel 1914 e nel 1915. Nel  febbraio del 1915 partì per gli Stati Uniti insieme al marito, autore del progetto del padiglione italiano alla Panama-Pacific International Exposition di San Francisco. Per il padiglione italiano dipinse episodi delle crociate nelle lunette del portico. Collaborò anche in altre occasioni alle opere architettoniche di Marcello Piacentini: nel 1918, a Roma, eseguì un pannello decorativo in stoffa per il vestibolo del cinema teatro Corso; nel 1921, a Firenze, contribuì alla decorazione del cinema teatro Savoia.
Nel corso della sua vita partecipò a numerose esposizioni in Italia e all'estero. Dal 1928 al 1936 prese parte alla Biennale di Venezia, manifestando una predilezione per la tecnica dell'affresco. Fu presente alla prime due edizioni delle mostre del Sindacato laziale fascista di Belle Arti (1929-1930), alla V Triennale di Milano (1933), alla prima edizione della Quadriennale romana nel 1931 e poi di nuovo alle edizioni del 1935 e del 1939, all'Esposizione di arte contemporanea italiana a Budapest (1936) dove rappresentò l'Italia insieme, fra gli altri, a Giorgio De Chirico, Carlo Carrà, Gino Severini e Mario Sironi. La mancanza di studi critici autorevoli sull'opera dell'artista mantiene aperto l'interrogativo se la sua presenza a mostre di grande rilievo sia dovuta alla qualità delle sue opere, o "sia stata favorita dal fatto che la Festa era la moglie del più autorevole architetto del regime".
Nel 1991, l'Unione Astronomica Internazionale le ha dedicato l'omonimo cratere su Venere.